# تل دبين (لبنان)
تل دبين موقع أثري 2كم شمال المرجعيون في سهل المرج بمحافظة النبطية . ويعود تاريخه على الأقل إلى العصر الحجري الحديث.  وكان يُعرف أيضًا في العالم القديم باسم إيجون، عُثر فيه على العديد من القطع الأثرية بما في ذلك التماثيل (مفقودة حاليًا) والأعمدة وغيرها، ومن الممكن أن يكون سكان هذه المستوطنة من الفينيقيين.
ووفقًا لسفر الملوك في الكتاب العبري، أستولى بن هدد الأول من آرام دمشق على إيجون والمدن المجاورة لتل القاضي وآبل بيت معكة في القرن التاسع قبل الميلاد خلال حربه مع مملكة إسرائيل الشمالية. وأشار الكتاب إليه مرة أخرى باعتباره إحدى المدن التي غزاها تغلث فلاسر الثالث من الإمبراطورية الآشورية قبل ترحيل الإسرائيليين إلى آشور قرابة عام 733 قبل الميلاد.
وبعد هذه الفترة، لا يوجد أي دليل أثري على وجود مستوطنات حتى حوالي عام 500 قبل الميلاد. حيث استوطنوها المستعمرين اليونانيين الفينيقيين وجعلوا التل كمركز تجاري، وتشير الأدلة الأثرية الإضافية إلى أن إيجون ازدهرت خلال الفترة الرومانية كنقطة عبور للتجار. ويظهر الاستيطان البيزنطي أيضًا من خلال العملات المعدنية الموجودة في المنطقة، لكن يبدو أن أهمية التل وعدد سكانه بدأ في الانخفاض لأسباب غير معروفة؛ بعد العصر البيزنطي، تظهر آثار الفتح الإسلامي للمنطقة، ولكن يبدو أنها لم تدم أكثر من بضعة عقود. ثم استخدم التل من قبل العثمانيون كنقاط مراقبة وأقاموا عليها بعض الثكنات هناك.

## فهرس
- Guérin, Victor (1880). Description Géographique Historique et Archéologique de la Palestine (بالفرنسية). Paris: L'Imprimerie Nationale. Vol. 3: Galilee, pt. 2. (p. 280)
- Robinson، Edward؛ Smith، Eli (1841). Biblical Researches in Palestine, Mount Sinai and Arabia Petraea: A Journal of Travels in the year 1838. Boston: Crocker & Brewster. ج. 3. (p. 375)